# 高渗散囊菌
高渗散囊菌（学名：Eurotium tonophilum）是属于散囊菌目发菌科散囊菌属的一种真菌，可生长在木耳、土壤、望远镜镜片等基物上。该种分布于中国、日本、英国等地。
高渗散囊菌是高渗曲霉（Aspergillus tonophilus）的有性型。